# Баумгартен, Александр Фёдорович
Александр Фёдорович  Баумгартен  (1883—1918) — русский военный деятель, полковник  (1916). Герой Первой мировой войны. Участник Белого движения на Юге России. Упоминается Бароном Врангелем в книге «Белый Барон» как "Ближайший мой помощник».

## Биография
В 1901 году вступил в службу. В 1903 году после окончания Пажеского Его Величества корпуса  произведён в корнеты гвардии и выпущен в Драгунский лейб-гвардии полк. В 1904 году произведён в поручики гвардии,  в 1907 году  в штабс-ротмистры гвардии.
В 1909 году после окончания Николаевской академии Генерального штаба по I разряду произведён в капитаны Генерального штаба и был прикомандирован к Офицерской кавалерийской школе. С 1910 года эскадронный командир Драгунского лейб-гвардии полка. С 1913 года старший адъютант штаба 18-й пехотной дивизии.
С 1914 года участник Первой мировой войны.  С 1915 года подполковник, и.д. штаб-офицера для поручений при штабе 14-го армейского корпуса и и.д. старшего адъютанта Отдела генерал-квартирмейстера штаба 11-й армии. С 1915 года помощник начальника и начальник отделения управления генерал-квартирмейстера штаба 7-й армии. С 1916 года полковник, и.д. начальника штаба 1-й гвардейской кавалерийской дивизии. С 1917 года начальник штаба 9-й армии.
Высочайшим приказом от 21 ноября 1915 года за храбрость награждён Георгиевским оружием :
Старшему адъютанту отдела генерал-квартирмейстера штаба 11-й армии, генерального штаба Александру Баумгартену за то, что исполняя должность начальника штаба отряда генерал-майора Нечволодова в боях 25-го и 26-го мая 1915 года, подвергаю свою жизнь явной опасности, верной оценкой обстановки и своей самоотверженной деятельностью способствовал удачным действиям отряда
После Октябрьской революции 1917 года в составе белого движения в Добровольческой армии. С 1918 года начальник штаба 1-й конной дивизии. Умер 27 сентября 1918 года от тифа в Екатеринодаре.

## Награды
- Орден Святой Анны 4-й степени «За храбрость» (ВП 01.11.1914)
- Орден Святого Станислава 3-й степени с мечами и бантом (ВП 02.11.1914)
- Орден Святой Анны 3-й степени с мечами и бантом (ВП 05.01.1915)
- Орден Святого Станислава 2-й степени с мечами (ВП 20.04.1915)
- Орден Святой Анны 2-й степени с мечами (ВП 13.05.1915)
- Георгиевское оружие (ВП 21.11.1915)